# André Chochon
André Chochon, né le 7 août 1910 à Rennes et mort le 9 mars 2005, est un peintre français.

## Biographie
André-Eugène-Louis Chochon naît le 7 août 1910 à Rennes.
Élève de Lucien Simon et de Jean Ronsin, il expose au Salon des Artistes Français en 1933 et à la Société Nationale des Beaux-Arts.
En 1937, il obtient une Bourse de voyage par le Conseil supérieur des Beaux-Arts.
À la Casa de Velázquez il obtient la 17ème promotion Beaux-Arts (1946-1947).
Il meurt le 9 mars 2005